# 安井仙角
（1673年—1737年），日本圍棋棋手，生於近江，父親名為小路權太夫，一說為算知名人的兒子。為算知名人的晚年小徒弟，算知死後師事安井知哲。
1692年，五段，被知哲收為養子，成為跡目，同年出賽御城碁，1703年（一說1700年）知哲去世，仙角繼任為第四世安井仙角。
仙角繼任家督後被受期待，但是後來卻被小自己17歲的本因坊道知在番碁中直落三，之後一蹶不振。後來在道知繼任名人碁所前幾天，私下要求道知而升上準名人。1727年立長谷川知仙為跡目，隔年知仙去世，1735年改立養子田中春哲為跡目，1737年正月四日去世，葬于江户深川净心寺。仙角留有遗谱52局。
春哲繼任後為第五世安井仙角，為了與第四世安井仙角區別，多稱安井春哲仙角，而稱第四世安井仙角為古仙角。

## 其他

### 歷年御城碁成績
- 1692年（元禄5年）先番2目勝 井上道砂因碩；
- 1693年（元禄6年）白番3目負 本因坊策元；
- 1694年（元禄7年）先番2目勝 本因坊策元；
- 1695年（元禄8年）白番1目負 本因坊策元；
- 1696年（元禄9年）二子1目勝 本因坊道策；
- 1697年（元禄10年）先番11目負 本因坊策元；
- 1698年（元禄11年）先番和 井上道節因碩；
- 1699年（元禄12年）授二子和 林玄悦門入；
- 1700年（元禄13年）授二子1目勝 林玄悦門入；
- 1701年（元禄14年）先番11目負 井上道節因碩；
- 1702年（元禄15年）白番1目勝 井上因節；
- 1703年（元禄16年）白番5目負 本因坊道知；
- 1704年（宝永元年）先番14目勝 井上因節；
- 1705年（宝永2年）白番1目負 本因坊道知；
- 1706年（宝永3年）先番5目勝 本因坊道知；
- 1707年（宝永4年）白番5目負 林朴入門入；
- 1708年（宝永5年）先番4目勝 林朴入門入；
- 1709年（宝永6年）白番5目負 本因坊道知；
- 1710年（宝永7年）先番2目勝 本因坊道知；
- 1711年（正徳元年）白番3目負 井上因節；
- 1712年（正徳2年）先番3目勝 井上因節；
- 1713年（正徳3年）白番3目負 林朴入門入；
- 1714年（正徳4年）先番4目勝 林朴入門入；
- 1715年（正徳5年）白番5目負 本因坊道知；
- 1716年（享保元年）先番2目勝 本因坊道知；
- 1717年（享保2年）先番4目勝 林朴入門入；
- 1719年（享保4年）先番3目勝 井上因節；
- 1720年（享保5年）白番3目負 林朴入門入；
- 1722年（享保7年）先番4目勝 林朴入門入；
- 1723年（享保8年）白番2目負 井上友碩；
- 1724年（享保9年）白番3目負 井上因節因碩
- 1725年（享保10年）先番5目勝 林因長；
- 1726年（享保11年）白番3目負 林因長；
- 1727年（享保12年）白番和 本因坊知伯；
- 1728年（享保13年）白番和 井上春碩；
- 1730年（享保15年）先番4目勝 井上因節因碩；
- 1731年（享保16年）白番和 林因長門入；
- 1733年（享保18年）授二子5目負 本因坊秀伯；